# تینسینا
تینسینا (Tincinae) یک زیرتیره مشکوک از پرتوبالگان آب شیرین از خانواده کپورماهیان است، این ماهی از ترکیب لای‌ماهی اوراسیا و مینو های آسیای شرقی تشکیل شده است. 
طبق ویرایش پنجم مرجع ماهی‌های جهان، دو جنس وجود دارد که در زیرتیره ماهیان تینسینا طبقه‌بندی می‌شوند، اگرچه در طبقه‌بندی‌های دیگر این زیرخانواده یا مترادف با زیرخانواده‌های دیگر در کپورماهیان یا به عنوان یک خانواده به تنهایی در نظر گرفته می‌شود. در کل وضعیت این ماهی ها مورد بحث و مناقشه میباشد.  